# Nacionalni park Kobuk Valley
Nacionalni park Kobuk Valley jedan je od 58 nacionalnih parkova smještenih na području Sjedinjenih Američkih Država.

## Zemljopisni podaci
Kobuk Valley se nalazi na sjeverozapadu američke savezne države Aljaska, oko 40 km sjeverno od Arktičkog kruga. Nacionalni park zauzima površinu od 6.757,49 km2 što ga čini približno velikim poput savezne države Delaware. Park je omeđen planinom Waring na jugu te Baird planinama na sjeveru, a središte je ogromnog ekosustava između centra Selawik National Wildlife i rezervata Noatak. Nacionalni park Gates of the Arctic se nalazi 51 km istočno.

## Znamenitosti
Ovaj je park poznat po velikim pješčanim dinama, ponegdje visokim i do 30 m. Ova polja dina se smatraju najvećim na području Sjeverne Amerike. Velike pješčane Kobuk dine nalaze se oko 3 km južno od rijeke Kobuk, dok se male Kobuk dine nalaze oko 8 km južno od iste rijeke, u jugoistočnom dijelu parka. Kobuk Valley je također poznat kao teritorij za velike migracije oko 400.000 karibua. Karibui, ovisno o godišnjem dobu, migriraju između planina Waring i Baird.

## Posjećenost
Kroz park ne vode nikakve obilježene ceste, a pristup je moguć pješice, psećim zapregama, motornim sanjkama ili zračnim taksijem iz gradića Nome i Kotzebue. Zbog loše prometne povezanosti ovaj je nacionalni park jedan od najslabije posjećenih američkih nacionalnih parkova. Brojem od 3.005 posjetitelja 2006. godine je bio najslabije posjećeni američki nacionalni park. 

## Vanjske poveznice
- http://www.kobuk.valley.national-park.com/  Arhivirana inačica izvorne stranice od 27. siječnja 2005. (Wayback Machine)
- http://kobukvalley.areaparks.com/  Arhivirana inačica izvorne stranice od 16. ožujka 2010. (Wayback Machine)

## Ostali projekti
|  | Zajednički poslužitelj ima još gradiva o temi Nacionalni park Kobuk Valley |